# Sergio Juste
Sergio Juste Marín (Tarragona, 19 de enero de 1992) es un futbolista español que juega en la posición de lateral derecho en el Centre d'Esports L'Hospitalet de la Tercera División de España.

## Trayectoria

### Inicios
El joven catalán comenzó con su carrera futbolística en las categorías inferiores del Fútbol Club Barcelona, en su centro de formación profesional La Masía. A principios de 2009 se cambió al Gimnàstic de Tarragona para completar su formación. El 20 de junio de ese año hizo su gran debut con el primer equipo, que se vio opacado por la derrota por la cuenta mínima contra el S.D. Eibar. Ya en la temporada 2011/12 tuvo su promoción definitiva al primer equipo luego de haber estado desde su llegada en el Pobla de Mafumet Club de Fútbol el filial del club, luego de haber tenido una seguidilla de lesiones. Jugó su partido de debut como jugar oficial del primer equipo el 20 de agosto contra el Real Valladolid.
La temporada temporada 2011/12 fue todo un fracaso para el Nàstic, al caer a la Segunda División B quedando últimos en la tabla de posiciones. Debido a esto Sergio busca como abandonar Tarragona y entre sus opciones la mejor era volver con quienes lo hicieron surgir, el Fútbol Club Barcelona.

### F. C. Barcelona
Finalmente el 6 de agosto en el mercado de verano el Gimnàstic de Tarragona y el F.C. Barcelona llegan a un acuerdo por el jugador,  firma un contrato de tres temporadas, con una rescisión de contrato de 12 millones de euros. Su primer año con el Barça fue uno de los peores que se podrían imaginar, en la pretemporada con los azulgrana tiene una rotura fibrilar en el recto anterior del muslo derecho que los debió tener de baja por tres semanas segu los doctores, pero increíblemente sufre una recaída que alarga aún más los días de baja. Luego de cinco meses de estar fuera de las canchas el 8 de enero de 2013 recibe el alta médica y se puede unir al grupo dirigidos por Sacristán. Tras una temporada sin ninguna participación, solo transcurren 9 días de volver a los entrenamientos, el 17 de enero de 2013, en medio de uno se lesiona de gravedad al torcerse la rodilla, esto provocó que se rompa el ligamento cruzado anterior de la rodilla derecha lo que le provocaría perderse la temporada completa.
El 31 de mayo de 2014, Juste hace su debut oficial en el anteúltimo partido de la temporada 2013/14 frente al AD Alcorcón, ganando por 4-3 y entrando en los últimos minutos de juego. El 22 de agosto de 2014, es nombrado capitán del Barça B.

## Clubes
| Equipo                          | País   | Años        |
| ------------------------------- | ------ | ----------- |
| Club de Futbol Pobla de Mafumet | España | 2009 - 2011 |
| Club Gimnàstic de Tarragona     | España | 2009 - 2012 |
| Fútbol Club Barcelona "B"       | España | 2012 - 2016 |
| Centre d'Esports L'Hospitalet   | España | 2016 - 2017 |
| Football Club Goa               | India  | 2017 - 2018 |
| Centre d'Esports L'Hospitalet   | España | 2018 -      |

### Estadísticas
| Club                            | Temporada     | Liga  | Liga  | Copa Nacional | Copa Nacional | Internacional | Internacional | Total | Total |
| Club                            | Temporada     | Part. | Goles | Part.         | Goles         | Part.         | Goles         | Part. | Goles |
| ------------------------------- | ------------- | ----- | ----- | ------------- | ------------- | ------------- | ------------- | ----- | ----- |
| Gimnàstic de Tarragona · España | 2011-12       | 24    | 0     | 1             | 0             | -             | -             | 25    | 0     |
| Gimnàstic de Tarragona · España | Total         | 24    | 0     | 1             | 0             | -             | -             | 25    | 0     |
| F. C. Barcelona B · España      | 2013-14       | 1     | 0     | -             | -             | -             | -             | 1     | 0     |
| F. C. Barcelona B · España      | 2014-15       | 15    | 0     | -             | -             | -             | -             | 15    | 0     |
| F. C. Barcelona B · España      | 2015-16       | 5     | 0     | -             | -             | -             | -             | 5     | 0     |
| F. C. Barcelona B · España      | Total         | 21    | 0     | -             | -             | -             | -             | 21    | 0     |
| Total carrera                   | Total carrera | 45    | 0     | 1             | 0             | -             | -             | 46    | 0     |